# Александър Ласкарис
Александър (на гръцки: Αλέξανδρος) е гръцки духовник, митрополит на Вселенската патриаршия.

## Биография
Роден е в 1829 година със светската фамилия Ласкарис (Λάσκαρις) или Катракилас (Κατρακύλας) в цариградския квартал Ипсоматия. Брат е на митрополит Теоклит Берски (1848 - 1863). С протекцията на митрополит Дионисий Никомидийски учи в Халкинската семинария, която завършва в 1855 година. Продължава да учи богословие в Русия и Григориос Веглерис го препоръчва на руския императорски двор. На 24 декември 1860 година е назначен за главен секретар на Светия синод, В 1863 година напуска поста и става преподавател по богословие и директор на Великата народна школа до 1864 година.
На 31 май 1864 година в патриаршеската катедрала „Свети Георги“ в Цариград е ръкоположен за сисанийски митрополит от патриарх Софроний III Константинополски и на 18 септември 1864 година заминава за епархията си. Остава на сятищката катедра до смъртта си през април 1869 година. В Сятища, благодарение на връзките си в Русия и доброто си образование, Александър има голямо влияние пред местните османски власти. Полага големи усилия за развитие на учебното дело и се опитва да привлече в Сятища сятищанина Атанасиос Аргириадис, който тогава преподава в Смирна. Сблъсква се и с местните гръцки чорбаджии и си създава много врагове. Заради оплакванията от него на 29 април 1866 година в епархията е изпратен митрополит Никифор I Костурски.
Отровен е в Гревена и умира в Сятища на 17 април 1869 година.